# الريف (المغرب)
الريف هو منطقة جغرافية وثقافية في شمال المغرب وتضم طنجة والحسيمة والناظور والشاون وهي مناطق يتكلم سكانها باللهجة الريفية كما يجيدون التحدث باللغة العربية (بالدارجة المغربية) والأمازيغية الساحلية.
اسم هذه المنطقة مشتق من جمهورية الريف القديمة، التي استمرت ما بين ١٩٢١ و ١٩٢٦. كيفثل منطقة الاطلس، تنقسم هذه المنطقة الى مناطق قبائلية، والتي كانت موجودة منذ عدة قرون، والتي شكلت تاريخًا مشتركًا على مر الزمن (التقاليد، واللهجات، والهوية، الخ...). 
احتلت إسبانيا منطقة الريف في ١٩١٢ (١٣٣٠ هجري) حتى ١٩٥٥ (١٣٧٦ هجري). هذه المنطقة الجبلية الخصبة يحدها رأس سبارطيل وطنجة الى الغرب وبِركان ونهر ملوية الى الشرق وبالبحر المتوسط الى الشمال وبنهر واد ورغة الى الجنوب.
تنقسم منطقة الريف الكبرى الى ثلاث مناطق هما الريف الاوسط (مليلة، دريوش، الناظور،الحسيمة) والريف الغربي من اشاون الى واد لكسوس والريف الشرقي من مدينة بركان الى مدينة فكيك أقصى شرق اقليم الريف، تحتل منطقة الريف الغربي (تطوان، شفشاون) الذي يسمى أيضا شبه الجزيرة الطنجية في شمال غرب المغرب ويسكنها الغمارة وصنهاجة السراير( أمازيغ الريف الغربي).
وفي إطار التنظيم الإقليمي للمغرب تشكل أراضيها جزءا من ثلاث مناطق إدارية: الشرقية (مناطق الناظور ودريوش والنصف الشمالي لولايتي كرسيف وتوريرت وبركان تابعة للريف) وجهة طنجة تطوان الحسيمة (تنتمي المنطقة بأكملها الى الريف) ، وفاس مكناس (النصف الشمالي من محافظة تازة ومحافظة تاونات ينتميان الى الريف).

## اصل اسم "الريف"
الاسم "الريف" مشتق من الكلم العربي "الطريف"، والتي بدورها مشتقة من الكلم "الطرف"، الذي يعني "الساحل". لكلم "ريف"، المعنى نفسه في لهجتي العربية الريفية و في اللهجة الامازيغية الريفية.
وكما هو الحال في لهجتي المغرب والجزائر، فإن المرادف لكلمة أخرى هو "حنا" بدلاً من "نحن"، وذلك في سياق الدول العربية الاخرى.
وقد استخدمت هذه الكلمة لعدة قرون في منطقة الريف، ولا علاقة لها بالمعنى العربي لكلمة "الريف" التي تحمل نفس المعنى، والتي تُنطق محليًا "عروبي".
لكل قبيل امازيغي مستعرب ريفي و لكل قبيل عربي ليس من اصل امازيغي مستعرب ريفي، لهجة خاصة بها تختلف عن الاخرى، سواء في اللهجة، او في استخدام بعض الكلمات، او في طريقة نطقها. وكما ان لكل من قبيل امازيغي ريفي، لهجتها الخاصة، وتختلف بنفس الطريقة، في اللهجة، وفي استخدام بعض الكلمات، وفي طريقة نطقها.اسم هذه المنطقة مشتق من جمهورية الريف. القديمة، التي استمرت ما بين ١٩٢١ و ١٩٢٦. مثل منطقة الاطلس، تنقسم هذه المنطقة الى مناطق قبائلية، والتي كانت موجودة منذ عدة قرون،ج والتي شكلت تاريخًا مشتركًا على مر الزمن (التقاليد، واللهجات، والهوية، الخ...). وتحتوي منطقة الساحل ليضا على اقلية من القبائل العربية، لذلك يمكن ايضا تسميتها بالساحل العربي (الساحل امازيغي و عربي).

## تاريخ

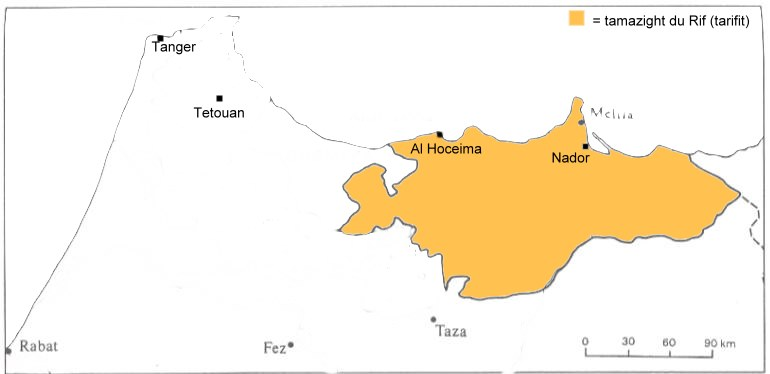
منطقة الريف تمييزا عن منطقة جبالة بشمال المغرب

عرفت منطقة هجرة كثيرة في بداية الستينيات إلى الوقت الحالي إلى بلدان خارج المغرب من جهة إلى أوروبا (إسبانيا، و فرنسا، و ألمانيا، و بلجيكا، وهولندا، والنوريج - خاصةً مدن مثل برشلونة، و مدريد، و باريس، و تولوز، و كورسيكا، و بروكسيل، و لاهاي، و دوزلدوف، وأوسلو ...) وإلى بلدان إفريقية قريبة مثل الجزائر وليبيا سابقاً[بحاجة لمصدر] و أقليات في مناطق متفرقة من بلدان العالم.

### حرب الريف
عبد الكريم الخطابي، الذي ولد في أجدير الصغيرة من قبيلة بني ورياغل، كان مدرسا وصحفيا في مريتش الذي كان يعمل فيها الإسبان سابقًا. قد تلقّى تعليمه في الشعائر الإسلامية التقليدية وقام بتعليم اللغة العربية والإسبانية. ورأى أن ذلك سيجمع بين الشعبين ثقافيا. لكنه قد اكتشف بعد أن العمل الإجباري في مناجم الريف الذي استفادت منه الصناعة العسكرية الإسبانية. عاد عبد الكريم إلى قريته الأصلية ليقيم قبائل الريف ويبدأ المقاومة والتمرد ضد الاحتلال الاسباني من أجل سيادة الشعب.

علم جمهورية الريف من (1921 حتى 1926).

في عام 1921، انتفضت قبيلة بني ورياغل الأمازيغية بقيادة عبد الكريم ومعه بقية قبائل الريف ضد الاستعمار الاسباني. كان لدى الجنرال مانويل فرنانديز سلفستري جيش قوي قوامه 60 ألف جندي إسباني لمواجهة مقاتلي الريف. في يوليو، تم سحق جيش فرنانديز سيلفستري خلال معركة أنوال (12000 قتيل). في مواجهة هذه الهزيمة قام الجنرال بالانتحار.
في يوليو 1921 ، أعلن عبد الكريم الجمهورية الكنفدرالية لقبائل الريف. تمكّنوا سكان الريف بعد ذلك في حشد القبائل في المناطق التي كانت تحت الاحتلال الفرنسي. شنت إسبانيا حربًا مكثفة على قبائل الريف دون نجاح حاسم في البداية.
في عام 1925 ، شنَّ عبد الكريم الخطابي هجومًا باتجاه الجنوب ضد القوات الفرنسية للجنرال هوبير ليوطي ، الذين تعرضوا للقتال واضطروا إلى التراجع في فاس وتازة. ثم ترسل باريس فيليب بيتان من خلال منحه الوسائل التي رفضها ليوطي. شن منتصر فردان المتحالف مع الجنرال بريمو دي ريفيرا هجومًا شاملاً. الصراع كانت شديد الصعوبة لدرجة انها دفعت رجال عبد الكريم إلى مطالبة زعيمهم ببدء المفاوضات.
بدأت المحادثات في وجدة، ولكن في مواجهة تعنت الفرنسيين والإسبان اضطر عبد الكريم إلى الاستسلام ونُفي إلى لا ريونيون لمدة 20 عامًا. بعد انتهاء العزل وافقت فرنسا بالذهاب إلى فرنسا وانضم إلى مرسيليا حيث تمكن من الفرار والوصول إلى القاهرة في مصر، حيث توفي عام 1963.
يُطلق على فصل 1924-1926 في مدرسة سان سير العسكرية الخاصة «فصل الريف».

### أحداث أخرى
من أبرز الأحداث التي أدت بالتعريف بالمنطقة نجد:
- زلزال الحسيمة سنة 2004
- حراك الريف : قضية محسن فكري

## جغرافيا
تُعرف منطقة الريف بجبالها الشاهقة المعروفة بجبال الريف و التي تنتشر تقريبا في سائر الإقليم، وتعرف أيضا بشواطئها التي تسحر من يزورها كما أنها تحتل المراكز الأولى من حيث أفضل الشواطئ في العالم، وأبرز تلك الشواطئ نجد شاطئ السواني , شاطئ الصفيحة , شاطئ كالايريس , شاطئ بادس ...

## ديموغرافيا
يتموقع أغلب الريفيون خارج منطقة الريف بحثا عن العمل والدراسة إما داخل المدن المغربية الكبرى (طنجة - تطوان - وجدة - الرباط - مكناس - فاس ..) أو في الدول الأوربية الغربية ككل والشرقية مثل أوكرانيا وغيرها .

## أبرز أعلام المنطقة

### شخصيات تاريخية
- محمد بن عبد الكريم الخطابي
- الشريف محمد أمزيان

### شخصيات سياسية
- ناصر الزفزافي قائد حراك الريف.
- محمد أوجار وزير العدل سابقا.
- مبارك البكاي أول رئيس حكومة مغربية بعد الاستقلال.
- محمد زيان الأمين العام للحزب الليبيرالي المغربي.
- سعيد شعو سياسي ورجل أعمال وناشط.

### شخصيات مثقفة
د. اسماء بوجيبار
- د. يسرى

### شخصيات رياضية
- نصير مزراوي
- منير المحمدي
- منير الحدادي
- إبراهيم أفيلاي
- حكيم زياش
- سليم أملاح
- هشام الكروج
- نور الدين أمرابط
- سفيان أمرابط